# Edmond Herbé
Pour les articles homonymes, voir Herbé.
Edmond Herbé, né le 22 mai 1864 à Épernay (Marne) et mort le 6 novembre 1960 à Reims, est un architecte français très impliqué dans la reconstruction de Reims après la Grande Guerre.

## Biographie
Edmond Joseph Baptiste Herbé, né à Épernay (Marnes) le 22 mai 1864, est le fils d’Auguste-Aimé Herbé (1830-1885) et d'Elisabeth Lurette (1836-1891).
Il est le petit-fils de Charles Herbé, peintre d'histoire.
Il fait ses études d'architecte à Reims et à Paris.
Il épouse à Reims, en 1896 Berthe Jallade (1870-1921) avec qui il aura cinq enfants dont Jacques et Paul qui seront architectes comme leur père.
En 1928, il est nommé architecte des monuments historiques.
Il se remarie le 23 décembre 1932, à Paris, avec Lucie Jallade (1873-1956), sa belle-sœur.
Il ouvre un cabinet d’architecture avec Maurice Deffaux, à Reims 6 rue des Telliers puis 14 rue Vauthier-le-Noir.
Participe à l’élaboration des règlements de la place Drouet-d'Erlon à Reims en 1921 et du règlement de voirie en 1922.
L’immeuble situé 11 rue Brûlée, réalisé par Edmond Herbé et Maurice Deffaux, fut primé au concours de façades en 1923.
Il décède le 6 novembre 1960 et repose à Reims au cimetière du Nord.

## Nominations
- Architecte (Société de Architectes de la Marne (S.A.M) / Société des amis des arts et des musées de Reims (S.A.A.M)),
- Officier d'Académie en 1927,
- Architecte des Monuments historiques en 1928,
- Président de l’Union Rémoise des Arts Décoratifs (URAD) de 1924 à 1933,
- Vice-président de l'Académie de Reims en 1936[1],
- Vice-président de la Société des Architectes de la Marne[3].

## Réalisations
- Cité-jardin Maison-Blanche à Reims, avec l’architecte Maurice Deffaux.
- La cité Mulhouse à Reims.
- Monument aux morts de la commune de Cormicy dans la Marne, avec le sculpteur Paul Lefebvre (1867-1958).
- Immeuble de rapport et commerces, 25 rue du Temple à Reims, avec l’architecte Maurice Deffaux.
- Immeuble, 12 de la Rue de l'Étape à Reims, avec l’architecte Maurice Deffaux.
- Hôtel particulier Lebeau, 11 rue Brûlée à Reims, avec l’architecte Maurice Deffaux.

## Hommage
Pour lui rendre hommage, une rue de Reims est baptisée en 1965, rue Edmond Herbé. 